# Comcast Center (Philadelphie)
Pour les articles homonymes, voir Comcast Center.
Le Comcast Center est un gratte-ciel de bureaux situé à Philadelphie, dans l'État de Pennsylvanie aux États-Unis.
Une fois achevé en 2008, il est devenu l'immeuble le plus élevé de la ville, succédant ainsi au One Liberty Place. Il a conservé ce titre jusqu'à l'achèvement du Comcast Technology Center en 2017.
Il abrite le siège de la société de médias Comcast.